# Ceratothripoides brunneus
Ceratothripoides brunneus är en insektsart som beskrevs av Bagnall 1918. Ceratothripoides brunneus ingår i släktet Ceratothripoides och familjen smaltripsar. Inga underarter finns listade i Catalogue of Life.